# Meet Her at the Love Parade
Singles de Da Hool
I Want You
(1996) Bora Bora
(1997)
Meet Her at the Love Parade est un single de house music composé et interprété par le DJ allemand Da Hool. Sorti en août 1997, ce premier extrait de l'album Here Comes Da Hool rencontre un franc succès à travers l'Europe, et atteint le top 10 des classements musicaux en Allemagne, Belgique, France, Irlande et aux Pays-Bas.

## Description
Le titre de cette musique fait référence à la Love Parade, festival de musique électronique à Berlin en Allemagne, alors en pleine ascension culturelle. La Love Parade du 12 juillet 1997, qui précède la sortie du titre de Da Hool, avait rassemblé un million de personnes dans les rues de la capitale allemande.

## Autour du titre
Le vidéoclip est réalisé par Nikolas Mann, et sort à la mi-1997. Il est grandement influencé par le vidéoclip de 1993 réalisé par le français Stéphane Sednaoui pour Big Time Sensuality (en), deuxième simple de Björk.
Le titre est plusieurs fois remixé, d'abord en février 1998 par Nalin & Kane, puis en juillet 2001 par le DJ irlandais du Nord Fergie (en) ; ces deux remixes atteignent le top 20 des charts britanniques.

## Accueil

### Classements hebdomadaires
| Classement (1997)                          | Meilleure position |
| ------------------------------------------ | ------------------ |
| Allemagne (Media Control AG)               | 4                  |
| Australie (ARIA)                           | 21                 |
| Autriche (Ö3 Austria Top 40)               | 23                 |
| Belgique (Flandre Ultratop 50 Singles)     | 18                 |
| Belgique (Wallonie Ultratop 50 Singles)    | 9                  |
| France (SNEP)                              | 4                  |
| International (Billboard Dance Club Songs) | 5                  |
| Pays-Bas (Nederlandse Top 40)              | 9                  |
| Suisse (Schweizer Hitparade)               | 17                 |
| Irlande (Irish Singles Chart)              | 7                  |
| Royaume-Uni (UK Singles Chart)             | 15                 |

### Certification
| Pays   | Certification | Date | Ventes certifiées |
| ------ | ------------- | ---- | ----------------- |
| France | Or            | 1998 | 250 000           |

Il obtient un disque d'or en France.